# Curious Alice
Curious Alice és una pel·lícula educativa dels Estats Units. Creada per l'Institut Nacional per a la Salut Mental d'aquell país, s'inspirava en Alícia en terra de meravelles per a advertir al públic sobre els perills del consum de drogues. Dirigida a un públic entre els 8 i els 10 anys, tenia un estil psicodèlic, semblant al de Monty Python's Flying Circus, i es va estrenar entre 1968 i 1971.
La pel·lícula es va distribuir a les escoles nord-americanes i anava acompanyada d'un quadern d'activitats. En una publicació del 1972, el Consell Coordinador Nacional sobre l'Abús de Drogues va criticar-la per confusa i potencialment contraproduent, ja que el món de fantasia presentat podia despertar curiositat sobre els efectes de les drogues.

## Galeria
- La pel·lícula completa